# Romanwerkstatt
Eine Romanwerkstatt ist eine Schreibwerkstatt, in der die Teilnehmer Romane schreiben oder überarbeiten. Diese Form der Schreibwerkstatt kann als eine Form des kreativen Schreibens eingeordnet werden. Romanwerkstätten wurden zunächst in den USA seit den 1940er Jahren veranstaltet und fanden im deutschsprachigen Raum seit Beginn der 1970er Jahre Verbreitung, als das Creative Writing insgesamt bekannter wurde.
Meist werden dort bestimmte Themen des Romanschreibens nacheinander diskutiert oder erläutert. Solche Themen können sein:
- der Protagonist (Hauptfigur)
- der Antagonist (Gegenspieler)
- Exposé (Inhalt)
- Prämisse
- Rückblende (Flashback)
- Stil
- Erzählperspektive
- Plot
- Spannung
- Twists und Plotpoints

An der Universität Hildesheim und der Universität Leipzig (Deutsches Literaturinstitut Leipzig) existiert eine Ausbildung zum Schriftsteller.